# Målbur

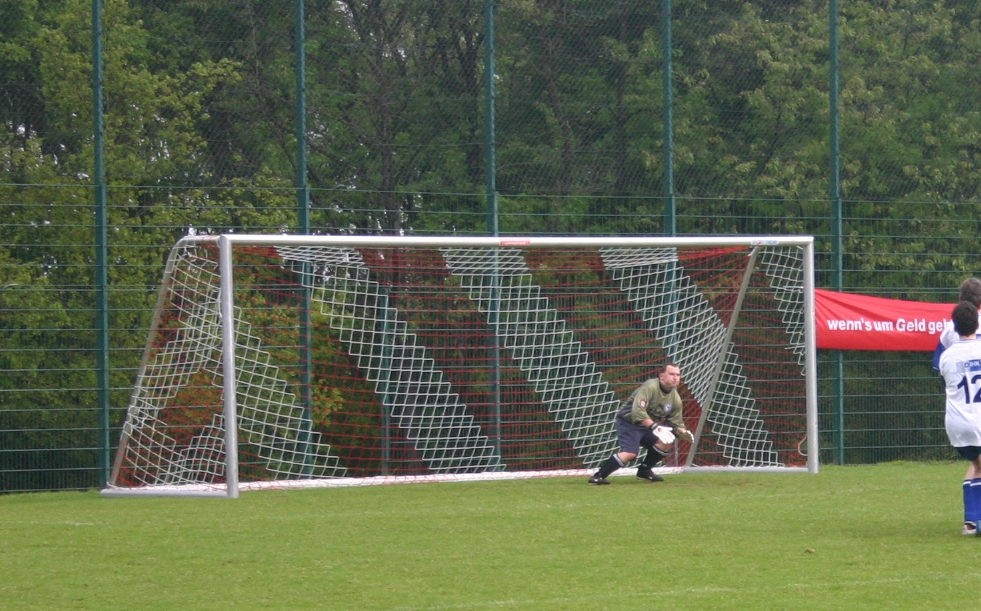
Målbur och målvakt i fotboll.

Målbur, vardagligt bur, är en sportterm för en konstruktion som bildar mål. En professionell målbur täcks ofta av ett nät som fångar upp bollar, puckar och dylikt, och kan liknas en öppen bur. Enklare varianter, särskilt sådana med enbart två stolpar och en ribba, brukar kallas målställning.
Större målburar eller målställningar förekommer till exempel i bandy och fotboll, medan mindre (även kallade kassar) förekommer i till exempel ishockey, innebandy och vattenpolo. I de flesta sporter vaktas målburen av en målvakt. I basket förekommer ingen målbur, och istället har man en basketkorg som saknar målvakt. I ultimate finns enbart så kallade målzoner.
Stolpen är det som lodrätt går vid vänster och höger kant av målet, medan ribban (överliggaren) går vågrätt vid målets övre kant. Stolpe/ribba in innebär att bollen eller pucken tar i stolpen eller ribban innan den går in i mål. Stolpe/ribba ut innebär att bollen eller pucken tar i stolpen eller ribban men därefter inte går in i mål. Stolpe in och stolpe ut kan även användas i andra sammanhang när något med liten marginal går rätt respektive fel. Stolpskott innebär att någon skjuter något som träffar en stolpe. Kryssribba kallas punkten av målburen där ribban och stolpen möts.